# Bockenheim (Schiff, 1942)
Die 1949 aus einem Seeleichter umgebaute Bockenheim war das fünfte Frachtschiff dieses Namens der Unterweser Reederei und wurde 1969 nach einem Seeunfall abgewrackt.

## Bau und technische Daten
Das Schiff stammte ursprünglich aus einer Bestellung der Maschinoimport aus Moskau, die 1940 bei den drei finnischen Werften Wärtsilä (Helsinki), Crichton (Helsinki) und Vulcan (Turku) 15 eisverstärkte Seeleichter mit 3000 Tonnen Tragfähigkeit bestellt hatte. Nach Beginn des deutschen Überfalls auf die Sowjetunion, dem (Unternehmen Barbarossa), übernahm das Deutsche Reich den Bauauftrag für das Schiff am 7. August 1941 zusammen mit weiteren 38 Aufträgen.

### Kiellegung zum Seeleichter
Der Seeleichter wurde am 3. Juli 1942 unter der Baunummer 789 bei Wärtsilä, Werk Crichton-Vulcan in Turku auf Kiel gelegt, der Stapellauf fand am 23. Oktober 1942 als Seeleichter 27/41 der Kriegsmarine statt. Seine Länge betrug 92,10 Meter, er war 13,40 Meter breit und wies einen Tiefgang von 5,45 Metern auf. Er war mit 2135 BRT vermessen und hatte eine Tragfähigkeit von 3660 tdw.

### Umbauplanung zum Hebeschiff
1943 plante die Kriegsmarine den Umbau des Seeleichters zu einem Hebeschiff, das mit dem ebenfalls umzubauenden Seeleichter 23 zusammenarbeiten sollte und dessen Fertigstellung im März 1945 abgeschlossen sein sollte. Unklar ist, ob die Fertigstellung in Finnland und die Übergabe an den Marine-Bergungs- und Seenotdienst am 13. September 1944 als Seeleichter 27/41 oder schon als Bergungsleichter Hebeschiff I erfolgte. Zur Erledigung von Restarbeiten wurde das Schiff von den Schleppern Schwarzort und Monsun nach Windau geschleppt und von dort am 29. Januar 1945 nach Dänemark überführt. Bei Kriegsende soll es unfertig in Hamburg gelegen haben. Nach einer der Literaturangaben hatte der Umbau noch nicht begonnen. In Hamburg kam das Schiff im Mai 1945 in britische Hände.

### Umbau zum Frachtschiff
Als die URAG den Leichter am 18. November 1948 zusammen mit einem zweiten Leichter ankaufte, lag er unverändert in Bremerhaven. Für die Reederei war der Kauf ein Glücksfall, da deutschen Reedereien zu dieser Zeit der Ankauf ausländischer Schiffe untersagt war und Neubauten oftmals nicht zu finanzieren waren. Mit den vorhandenen Schleppern und den beiden Leichter-Ankäufen wollte die Reederei die Frachtschifffahrt wieder aufnehmen. Bei der Untersuchung in der Seebeckwerft stellte sich heraus, dass der Leichter einfach zu einem Frachtmotorschiff umzubauen war. Der Seeleichter erhielt einen MAN-U-Boot-Motor mit 1200 PS und wurde zum Frachtschiff Gonzenheim umgebaut, aber am 1. Oktober 1949 als Bockenheim an die URAG abgeliefert. Das Schiff wurde nun mit 2258 BRT bzw. 1499 NRT vermessen und hatte eine Tragfähigkeit von 4626 Tonnen.

## Geschichte
Nach einer Reedereitradition hatte der umgebaute Frachter als fünftes Schiff den Namen des Frankfurter Stadtteils Bockenheim erhalten. Als in den 1920er Jahren die Metallgesellschaft die Aktienmehrheit der URAG übernommen hatte, führte sie mit der Ausweitung des Reedereibetriebes auf die Frachtschifffahrt auch ein neues Namenskonzept ein. Da die Metallgesellschaft in Frankfurt ihren Firmensitz hatte, wurden die Namen Frankfurter Stadtteile mit der Endung „-heim“ Markenzeichen der Schiffe. Die letzte Bockenheim hatte die Reederei 1941 als Entschädigung für die zuvor gesunkene Namensvorgängerin erhalten, doch nach wenigen Wochen hatte die Kriegsmarine das Schiff requiriert und zum Sperrbrecher 14 umbauen lassen.
Nach dem Umbau zum Frachtschiff verblieb die Bockenheim bis zum Abwracken 1969 bei der URAG. Bereits direkt nach der Indienststellung wartete Fracht auf das Schiff: Als erstes transportierte die Bockenheim Reis von Savona nach Nordenham, im folgenden Jahr folgten mehrere Fahrten mit Kohle als Ladung. Die nächsten beiden Jahrzehnte Jahre leistete das Schiff unauffällig und ohne größere Zwischenfälle seine Dienste in der Reederei.
Das Ende des Schiffes kam 1969, als der Frachter im Oktober vor Gotland eine Grundberührung hatte. Bei der Untersuchung der Schäden in einer Stockholmer Werft stellte sich heraus, dass die Schäden umfangreicher waren, als zunächst angenommen. Aufgrund des Alters des Schiffes sah die Reederei von einer Reparatur ab und verkaufte die Bockenheim am 11. Dezember 1969 an die Hamburger Abwrackwerft Eisen & Metall.